# Māl Amīrī-ye Soflá
Māl Amīrī-ye Soflá (persiska: مال امیری سفلی) är en ort i Iran.   Den ligger i provinsen Kermanshah, i den nordvästra delen av landet, 400 km väster om huvudstaden Teheran. Māl Amīrī-ye Soflá ligger 1 287 meter över havet och antalet invånare är 369.
Terrängen runt Māl Amīrī-ye Soflá är varierad.Runt Māl Amīrī-ye Soflá är det ganska tätbefolkat, med 185 invånare per kvadratkilometer. Närmaste större samhälle är Harsīn, 16,4 km söder om Māl Amīrī-ye Soflá. Trakten runt Māl Amīrī-ye Soflá består till största delen av jordbruksmark.